# South Orange Open 1983
Il South Orange Open 1983 è stato un torneo di tennis giocato sulla terra verde. È stata la 14ª e ultima edizione del torneo, che fa parte del Volvo Grand Prix 1983. Si è giocato a South Orange negli USA dal 25 al 31 luglio 1983.

## Campioni

### Singolare maschile
Brad Drewett ha battuto in finale  John Alexander con il punteggio di 4–6, 6–4, 7–6

### Doppio maschile
Fritz Buehning /  Tom Cain hanno battuto in finale  John Lloyd /  Dick Stockton con il punteggio di 6–2, 7–5